# Loni
Loni är en stad i delstaten Uttar Pradesh i Indien. Den tillhör distriktet Ghaziabad och hade 516 082 invånare vid folkräkningen 2011. Staden är belägen vid floden Yamuna, strax öster om Delhi.